# Štefan Geošić
Štefan Geošić (madžarsko Geosits István) gradiščanski hrvaški pisatelj, prevajalec, rimokatoliški župnik v Avstriji, * 17. avgust 1927, Petrovo Selo; † 20. junij 2022, Klingenbach, Avstrija

## Življenje in delo
Rodil se je na Madžarskem pri Kermendinu (Körmend). V rojstni vasi je končal osnovno šolo, v Sombotelu (Szombathely) pa srednjo šolo. Teološke študije je izvršil na Dunaju in je nastal duhovnik na Gradiščanskem. Kasneje je šel v Jeruzalem in Rim, da bi študiral biblijske znanosti. Od leta 1958 do leta 2007 je župnikoval v Klimpuhu (Klingenbach). Leta 1976 je obnovil klimpuško katoliško cerkev. Svojim vernikom je pridigal v gradiščanščini in pisal tudi igrokaze v tem jeziku. Izdal je monografije o svoji rojstni vasi in Klimpuhu ter o gradiščanskih Hrvatih. 24. aprila 2016 je predstavil celoten prevod Svetega pisma v gradiščanskem jeziku.
Umrl je v Klimpuhu v starosti 94 let.